# 高井和治
高井 和治（たかい かずはる、1984年5月10日 - ）は、日本の陸上競技選手。専門は長距離走。佐賀県鹿島市出身。佐賀県立白石高等学校、駒澤大学卒業。現役時代は九電工に所属していた。

## 人物・経歴
- 全国高校駅伝･全日本大学駅伝･全日本実業団駅伝と高校･大学･実業団それぞれの駅伝全国大会で区間記録樹立または区間日本人最高記録をマークするなど、長きに渡り国内トップクラスの選手として活躍した。
- 肩を前後に大きく揺らす独特なランニングフォームを持つ。

### 高校時代
同級生には箱根駅伝10区区間記録保持者の松瀬元太(順天堂大学卒)、2005年ユニバーシアードハーフマラソン銀メダルの田上貴之（城西大学卒）がいる。また在学時期は重なっていないが、九電工のチームメイト前田和浩は3学年上の先輩である。
2002年のインターハイ1500mで5位入賞。同年の第53回全国高校駅伝では4区に出走し、13年ぶりに区間記録を塗り替える力走(記録:22分53秒)。3区を担当した松瀬、7区で区間賞を獲得した田上らとともに白石高校史上最高成績である準優勝に貢献した。なお、1年後に佐久長聖高校の佐藤悠基が高井の区間記録をさらに塗り替えたが、高井のタイムは2024年現在でも歴代5位・日本人歴代3位の好記録である。

### 大学時代
学生三大駅伝には出雲駅伝に1回（3年時）、全日本大学駅伝に2回（1年・3年時）、箱根駅伝に1回（4年時）出場。
3年時の2005年全日本大学駅伝で3区を27分27秒で走り区間賞を獲得。ステファン･マヤカの持つ区間記録には及ばなかったものの、当時日本人歴代最高の記録であった。ちなみにマヤカの記録は2010年に駒澤大学の後輩である油布郁人が塗り替えるまで17年もの間保持された不動の記録であった。箱根駅伝出走は4年時の第83回大会のみであったが、4区を走り区間3位と好走している。

### 実業団時代
九電工入社後は主に5000mで実績を残してきたが、2012年の第56回ニューイヤー駅伝では6区を走り36分35秒の記録で区間賞・区間新記録を樹立し、九電工の5位入賞に貢献。この記録は2017年に旭化成の市田宏に塗り替えられるまで区間記録であった。
ニューイヤー駅伝は11回出場し、2019年には7区で区間5位となるなど30代後半まで第一線で活躍した。九州実業団毎日駅伝でも2015年・2019年に区間賞を獲得している。
35歳を迎えた2020年の別府大分毎日マラソンで初マラソンに挑戦。36歳となった2020年度をもって現役を引退したが、2021年の第65回ニューイヤー駅伝では6区区間9位（4人抜き）、2月のびわ湖毎日マラソンでは自己ベストを記録するなど引退直前まで結果を残し続けた。

## 自己記録
- 1500m：3分49秒28（2002年）
- 5000m：13分39秒76（2012年）
- 10000m：28分24秒61（2011年）
- ハーフマラソン：1時間03分18秒（2014年）
- マラソン：2時間13分32秒（2021年）[4]